# Chrysopilus gilvipennis
Chrysopilus gilvipennis är en tvåvingeart som beskrevs av Edwards 1919. Chrysopilus gilvipennis ingår i släktet Chrysopilus och familjen snäppflugor. Inga underarter finns listade i Catalogue of Life.